# 麻生泰 (医師)
麻生 泰（あそう とおる、1972年〈昭和47年〉1月10日 - ）は、日本の医師（美容外科・形成外科）。医療法人社団東美会理事長、東京美容外科統括院長。公益社団法人国際音楽芸術振興財団代表理事。本名は金 福泰（キム・ポクテ、김 복태）。

## 経歴

### 学生時代
関西創価小学校、関西創価中学校・高等学校卒業後、3年間の浪人を経て藤田保健衛生大学医学部に入学。1999年に卒業後、2000年に大阪医科大学で研修医として研修終了。2001年に大阪医科大学麻酔科で研修医として研修修了。その後、岡山大学の形成再建外科で勤務し、2002年に大手美容外科の院長および診療部長を歴任。
2018年に慶應義塾大学医学部大学院にて博士課程修了。同年、医学博士号取得。

### 美容外科クリニックを開業
2004年に島根県松江市で「東京美容外科」第1号の美容外科クリニックを開業し、2024年現在は日本全国の19カ所で開業している。

## 人物
- 在日韓国人である[5]。
- 元々の通名は鈴木泰だったが、父の会社が倒産した際に、父が尊敬している麻生太郎にあやかって麻生泰に改名した[6]。麻生家とは全く無関係である（麻生太郎の弟である麻生泰と同姓同名であることは偶然である）。
- 両親の世代からの創価学会員の家庭で生まれ育ち、自身も生まれながらの学会員である[7]。

## 著書
- 『間違いだらけの薄毛対策(経営者新書)』幻冬舎 2013年
- 『薄毛治療の新常識―あきらめない!薄毛は病院で治る時代』白誠書房 2016年
- 『美容外科医の本音―そろそろ本当のことを話そう!』白誠書房 2017年
- 『麻生泰物語』2019年
- 『愛もお金も手に入る　チェンジの法則　人はいますぐ自分を変えられる』扶桑社 2019年
- 『バーキン買うなら豊胸しろ』ゴマブックス 2023年
- 『もしも、人生を今日からやり直すとしたら 孤独を恐れず自由に生きる法則』KADOKAWA 2023年